# Hypsidoridae
Hypsidoridae zijn een uitgestorven familie van straalvinnige vissen uit de orde van Meervalachtigen (Siluriformes).

## Geslacht
- Hypsidoris Lundberg & Case, 1970